# Les Clark
Leslie James "Les" Clark (17 de noviembre de 1907 – 12 e septiembre de 1979) fue un animador estadounidense, quién fue parte de los Nueve Ancianos de Disney. Trabajando para Disney en 1927, fue el único de los miembros que ha trabajado desde los orígenes de Mickey Mouse, junto con Ub Iwerks.

## Primeros años
Les Clark nació en Ogden, Utah en 1907, siendo el mayor de doce hermanos e hijo de James Clark, un carpintero, y Lute Wadsworth. Durante 1910, la familia se mudó a Salt Lake City y a mediados de 1920,  vivieron en Twin Falls, Idaho. En los años treinta,  vivieron en Los Ángeles, donde asistió a la Escuela Preparatoria Venice. Durante esa época, Clark trabajaba en los veranos en una tienda de helados, que estaba cerca de Walt Disney Studios en Hollywood. Walt y Roy Disney eran frecuentes clientes de la tienda, y Walt había felicitado a Les por su trabajo de rotulación de menús. Finalmente, Les consiguió el valor de preguntarle a Walt si este le podía dar trabajo en su compañía. Esto fue lo que recordó de la respuesta que le dio Walt: 
“...[Walt dijo] ‘'Trae algunos de tus dibujos y veremos como son.'' ''Entonces,  copié algunas caricaturas y se las presenté a Walt. Dijo que yo tenía una buena línea, y por qué no podría ir a trabajar el lunes".
Les se reportó en el estudio ese mismo lunes, justo después de haberse graduado de la secundaria, para estar en un cargo provisional.
Él y su esposa, Miriam, tuvieron dos hijos: Richard y Miriam Clark.

## Carrera en Walt Disney Studios
Les comenzó a trabajar en el estudio inicialmente como operador de cámaras, fabricando tinta y pintura en las animaciones. Se trasladó a trabajar bajo la dirección de Ub Iwerks. Durante el desarrollo del personaje Mickey Mouse, Clark fue promovido al cargo de 'inbetweener' donde trabajó en una escena para el cortometraje Willy y el barco de vapor. Posteriormente ascendió a animador y estuvo a cargo de la icónica escena de La danza del Esqueleto en Silly Symphonies. Después de que Ub Iwerks dejara a Disney, Clark ocupó su puesto de animador jefe de los cortos de Mickey Mouse. Continuó perfeccionando su oficio, asistiendo a clases de arte mientras trabajaba en el estudio. Cuando mejoró,  se le encargó el deber de animar a los siete enanos de la película animada Blancanieves y los siete enanos, en particular, la escena en donde Blancanieves baila con cada uno de los enano. Posteriormente animó a varios de los personajes más icónicos de Disney, como Pinocho, Cenicienta, Alicia y Tinkerbell.

## Estilo de animación
Les Clark se hizo célebre en su estilo de coordinar su animación, junto con las puntuaciones musicales así como su capacidad de transmitir emoción en su trabajo.

## Muerte
Les Clark murió de cáncer en Santa Bárbara, California, el 12 de septiembre de 1979.

## Filmografía
| Año | Película                                    | Rol                   | Personaje                          |
| --- | ------------------------------------------- | --------------------- | ---------------------------------- |
| 21 de diciembre de 1937 (estreno oficial), febrero de 1938 (Estados Unidos)                                                                        | Blancanieves y los sietes enanos            | Animador              | Enanos                             |
| 7 de febrero de 1940 | Pinocho                                     | Animador              | Pinocho                            |
| 13 de noviembre de 1949 | Fantasía                                    | Animador              | Mickey Mouse, Hadas de temporada   |
| 31 de octubre de 1941 | Dumbo                                       | Animador              | Dumbo, y paracialmenteTimothy      |
| 24 de agosto de 1942 (estreno mundial en Río de Janeiro) 6 de febrero de 1943 (estreno en Boston, Estados Unidos), y 19 de febrero e 1943 (EE. UU) | Saludos Amigos                              | Animador              |                                    |
| 21 de diciembre de 1944 (Ciudad de México), 3 de febrero de 1945 (Estados Unidos)                                                                  | Los Tres Caballeros                         | Animador              | Tren a Baia secuencia              |
| 20 de abril de 1946 (estreno en Nueva York), 15 de agosto de 1946 (EE. UU)                                                                         | Música maestro                              | Animador              |                                    |
| 12 de noviembre de 1946 (estreno en Atlanta), 20 de noviembre de 1946 (EE. UU.)                                                                    | Canción del sur                             | Director de animación | Personajes menores                 |
| 27 de septiembre de 1947 | Diversión y fantasía                        | Director de animación | Bongo, Lulubelle                   |
| 27 de mayo de 1948 | Ritmo y melodía                             | Director de animación | Bumble Boogie                      |
| 19 de enero de 1949 (estrenado en Indianapolis), 30 de enero de 1949                                                                               | Dentro de mi corazón                        | Director de animación |                                    |
| 5 de octubre de 1949 | La leyenda de Sleepy Hollow y el Señor Sapo | Animador              | Ichabod                            |
| 15 de febrero de 1950 (estreno en Boston), 4 de marzo de 1949 (EE. UU)                                                                             | La Cenicienta                               | Director de animación | Cenicienta, Príncipe               |
| 26 de julio de 1951 (estreno mundial en Londres), y 28 de julio de 1951                                                                            | Alicia en el país de las maravillas         | Director de animación | Alicia                             |
| 5 de febrero de 1953 | Peter Pan                                   | Director de animación | Peter Pan, Wendy Darling, Tigrilla |
| 10 de noviembre de 1953 | Ben and Me                                  | Director de animación |                                    |
| 22 de junio de 1955 | La dama y el vagabundo                      | Director de animación | Reina cuando era cachorra          |
| 1 de agosto de 1958 | Paul Bunyan                                 | Director              |                                    |
| 29 de enero de 1959 | La bella durmiente                          | Director de secuencia |                                    |
| 26 de junio de 1959 | Donald en el país de las matemáticas        | Director de secuencia |                                    |
| 25 de enero de 1961 | 101 dálmatas                                | Animador              | Roger y Anita                      |